# Deborah Moggach

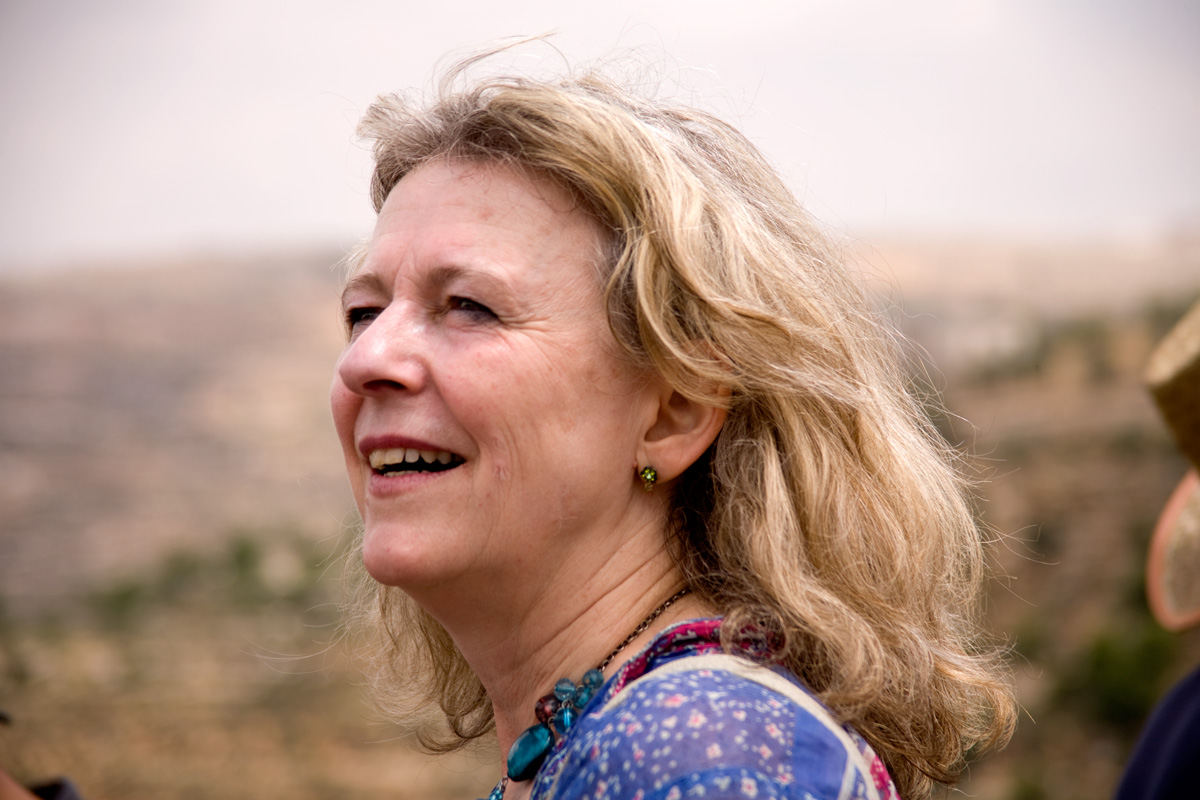
Deborah Moggach (2009)

Deborah Moggach OBE (geboren als Deborah Hough am 28. Juni 1948) ist eine britische Schriftstellerin.

## Leben
Deborah Hough ist eines der fünf Kinder von Richard Hough (1922–1999) und dessen Frau Charlotte (geb. Woodyatt) (1924–2008).
Ihre Eltern waren Schriftsteller: Richard Hough verfasste über 90 Bücher zur Geschichte der Marine, Biographien und Kinderbücher. Auch Charlotte Hough schrieb Kinderbücher und illustrierte ihre eigenen und die von anderen Autoren verfassten Bücher.
Sie wuchs in Bushey, Hertfordshire und in St. John’s Wood in London auf und besuchte die Camden School for Girls und das Queen’s College, London. Nach der Schule studierte sie Englisch an der University of Bristol und begann 1971 eine Lehrerinnenausbildung, entschied sich dann aber für den Verlag Oxford University Press zu arbeiten.
Moggach hat eine Vielzahl an Romanen veröffentlicht sowie zwei Bände Kurzgeschichten und ein Theaterstück. Für etliche ihrer Bücher schrieb sie selbst das Skript für die Fernsehfassung. Darüber hinaus verfasste sie auch Drehbücher zu Werken anderer Autoren und 2005 das Drehbuch zum Film Pride & Prejudice.
Moggach ist aktives Mitglied in der Schriftstellergewerkschaft Society of Authors, sie war im Vorstand des britischen P.E.N. und ist Fellow der Royal Society of Literature. 2005 erhielt sie die Ehrendoktorwürde der University of Bristol. Sie ist Aktivistin für das Recht auf einen selbstbestimmten Tod.

## Privates
Deborah Hough (Moggach) war in erster Ehe mit Tony Moggach verheiratet. Aus dieser Ehe gingen die Tochter Lotti und der Sohn Tom hervor. Die Ehe wurde wieder geschieden. Von 1984 bis 1994 war sie die Partnerin des Cartoonisten Mel Calman († 1994). Nach Calmans Tod lebte sie sieben Jahre mit dem ungarischen Maler Csaba Pásztor zusammen. 2014 heiratete sie den Journalisten Mark Williams.

## Werke (Auswahl)
- You Must Be Sisters (1978)
  - Schwestern : Roman. Übersetzung Gunhild Himmelein. Heidelberg : Kerle, 1979
- Close to Home (1979)
- A Quiet Drink (1980)
- Hot Water Man (1982)
- Porky (1983)
  - Rot vor Scham : Geschichte einer zerstörten Unschuld. Übersetzung Sabine Hedinger. Reinbek bei Hamburg : Rowohlt, 1985
- To Have and to Hold (1986)
  - Der Neunmonatsgefallen : Roman einer Leihmutterschaft. Übersetzung Dorothee Asendorf . Reinbek bei Hamburg : Rowohlt, 1988
- Smile and Other Stories (1987)
  - Und morgen kommt der Märchenprinz : Geschichten von Männern und Frauen und anderen Unmöglichkeiten. Übersetzung Ursula Mössner. Bern ; München ; Wien : Scherz, 1995
- Driving in the Dark (1988)
  - Ein Mann nach Mass : Roman. Übersetzung Dorothee Asendorf . Reinbek bei Hamburg : Rowohlt, 1990
- Stolen (1990)
- The Stand-In (1991)
  - Die Doppelgängerin : Roman. Übersetzung Ursula-Maria Mössner. Bern ; München ; Wien : Scherz, 1992
- The Ex-Wives  (1993)
- Changing Babies and Other Stories (1995)
- Seesaw (1996)
- Close Relations (1997)
- Tulip Fever (1999). Verfilmt als Tulip Fever
  - Tulpenfieber : Roman. Übersetzung Ursula Wulfekamp. Berlin : Insel, 2016
- Final Demand (2001)
- These Foolish Things (2004). Verfilmt als The Best Exotic Marigold Hotel
- In the Dark  (2007)
- Heartbreak Hotel (2013)
  - Club der gebrochenen Herzen : Roman. Übersetzung Adelheid Dormagen. Berlin : Insel, 2013
- Something to Hide (2015)
- The Carer (2019)
  - Die Liebe einer Tochter Berlin: Insel Verlag, 2020, ISBN 978-3-458-36454-2.